# موتور پله‌ای
موتور پله‌ای از موتورهای بدون جاروبک است. کاربرد اصلی این موتور در کنترل موقعیت و سرعت به صورت حلقه‌باز است. موتورهای پله‌ای از نوع AC هستند و فرمان ورودی به شکل پالس‌های الکتریکی است.

## اصول کارکرد
وقتی ولتاژ به ترمینال موتورهای DC اِعمال می‌گردد، به نرمی حرکت می‌کنند. موتور پله‌ای با اِعمال پالس‌های ورودی، در فواصل کوچک مشخص می‌چرخد. هر پالس محور موتور را به اندازهٔ زاویه‌ای مشخص می‌چرخاند. موتور پله‌ای اساساً دارای دندانه‌های مغناطیسی در اطراف یک شفت مرکزی از جنس آهن می‌باشند. الکترومغناطیسها بوسیله یک مدار راه انداز خارجی یا یک میکروکنترلر تغذیه می‌گردند. جهت چرخاندن شفت ابتدا به یکی از مغناطیس‌ها توان داده می‌شود، که مغناطیس باعث جذب دندانه‌های دنده می‌گردد. زمانیکه دندانه دنده روبروی اولین مغناطیس می‌ایستد، نسبت به مغناطیس بعدی دارای یک فاصله می‌باشد. این به معنای آنست که در صورت روشن شدن الکترومغناطیس بعدی و خاموش شدن اولی دنده به آهستگی می‌چرخد تا دندانه روبروی مغناطیس دوم قرار گیرد. از آنجا فرایند آغاز می‌گردد. هر یک از این چرخشها یک گام (استپ) نامیده می‌شود، تعداد مشخصی از این گامها یک دور کامل موتور را می‌سازند (دقت شود نسبت تعداد گامها به دور موتور همواره یک عدد صحیح است). و به این ترتیب یک موتور می‌تواند با زوایای مشخص بچرخد.

## انواع موتور پله‌ای
چهار نوع اصلی از موتور پله‌ای وجود دارد:
1. موتور پله‌ای با مغناطیس دائم
2. استپ موترهای با مقاومت مغناطیسی متغیر
3. موتور پله‌ای سنکرون هایبرید
4. موتور پله‌ای لاوت LAVET TYPE

روتور موتورهای مغناطیس دائم(PM) از مغناطیسهای دائم تشکیل گردیده‌است و و با جاذبه و دافعه بین مغناطیس روتور و مغناطیس استاتور عمل می‌نماید. موتورهای با مقاومت مغناطیسی متغیر از یک صفحه آهنی به عنوان روتر استفاده گردیده و بر این اساس عمل می‌نماید که حداقل مقدار مقاومت مغناطیسی، زمانیکه روتور در حال جذب به سمت قطبهای استاتور است، زمانی رخ می‌دهد که حداقل فاصله وجود دارد. گروه سوم را به این دلیل هایبرید می‌نامند که در ساختار آن‌ها از دو تکنیک مغناطیس دائم و مقاومت مغناطیسی متغیر با هم، جهت رسیدن به حداکثر توان در کوچک‌ترین فضا استفاده شده‌است

## موتور پله‌ایی دو فاز
دو نوع سیم پیچی جهت هسته‌های مغناطیس موتور پله‌ایی دو فاز وجود دارد: تک قطبی و دوقطبی.

### موتورهای تک قطبی
یک موتور تک قطبی دارای سیم پیچی با سر مرکزی می‌باشد. جریان در هر قسمت از سیم پیچ جهت ایجاد میدان مغناطیسی برقرار می‌گردد. در این آرایش، قطبهای مغناطیسی بدون تغییر در جهت جریان می‌توانند معکوس گردند، بنابراین کموتاسیون در مدار به راحتی صورت می‌گیرد (به عنوان مثال با یک ترانزیستور). اساساً، هر فاز، دارای یک سر مرکزی مشترک است: سه سیم برای هر فاز و شش سیم برای یک موتور دو فاز. اغلب سر مشترک هر دو فاز با هم یکی شده و بنابراین هر موتور دارای پنج سیم می‌باشد. به همین دلیل این موتورها را تک قطبی می‌نامند زیرا توان همواره از طریق همین قطب وارد می‌گردد.
یک میکروکنترلر یا کنترلر استپ موتور می‌تواند جهت فعال‌سازی ترانزیستورهای راه انداز در مسیر درست استفاده گردد. این عملکرد موتورهای تک قطبی باعث محبوبیت آن‌ها گردیده‌است، این راحت‌ترین راه جهت یک حرکت زاویه‌ای است.
(بوسیله اندازه‌گیری مقاومت دو سر سیم پیچها می‌توان آن‌ها را شناسایی نمود. مقاومت بین سیم سر وسط و سیم انتهای کویل نصف مقاومت دو سیم انتهایی کویل می‌باشد) یک راه سریع جهت تست صحت عملکرد استپ موتور، اتصال کوتاه کردن دو سر کویلها و سعی در چرخش شفت است، هر زمان که مقاومتی بیش از مقاومت نرمال احساس گردید نشانگر بسته بودن مدار آن سیم پیچ مشخص است و نشانه عملکرد صحیح فاز است.

### موتورهای دوقطبی
موتورهای دوقطبی دارای یک سیم پیچ در هر فاز می‌باشند. جهت معکوس کردن قطبهای مغناطیسی جریان در یک سیم پیچ بایستی معکوس گردد، بنابراین مدار راه انداز پیچیده‌تر می‌باشد، و اساساً با یک آرایش پل H بدست می‌آید. (البته مدارات راه انداز زیادی برای این موضوع وجود دارد). دو سیم برای هر فاز وجود دارد و هیچ سر مشترکی وجود ندارد.
در صورتی‌که فرکانس اعمالی به استپ موتور بیش از فرکانس پاسخگویی موتور باشد باعث افزایش اثر اصطکاک ساکن می‌گردد.
به دلیل استفاده بهتر از سیم پیچها، توان موتورهای دوقطبی نسبت به موتور تک قطبی هم وزن خود بیشتر است. این به دلیل فضای فیزیکی اشغال شده توسط سیم پیچهاست. یک موتور تک فاز دارای دوبرابر سیم بیشتر در حجم یکسان است اما نصف توان نقطه به نقطه در هر زمان را ارائه می‌دهد که به معنای تأثیر گذاری۵۰٪ یا حداکثر ۷۰٪ است. با وجود آنکه موتور دو قطبی جهت راه اندازی پیچیده‌تر است اما فراوانی تراشه‌های راه انداز به معنی آنست که دستیابی به این سیستم چندان هم سخت نیست.
یک استپ موتور ۸ سیمه مانند یک موتور تک قطبی است اما سیمها به سر مشترک وصل نیستند. این نوع سیم پیچی موتور به چند شکل قابل استفاده است:
- تک قطبی
- دوقطبی با سیم پیچی سری. این امر باعث ارائه اندوکتانس بالاتر و جریان پایین‌تر در هر سیم پیچ می‌گردد.
- دو قطبی با سیم پیچی موازی. این امر نیاز به جریان بالاتر دارد اما می‌تواند باعث کاهش و بهینه شدن اندوکتانس گردد.
- دوقطبی با یک سیم پیچ در هر فاز. این روش باعث راه اندازی موتور با نصف سیم پیچ قابل دسترس می‌گردد که باعث کاهش گشتاور سرعت پایین با جریان مورد نیاز کمتر می‌گردد.
با اندازه‌گیری مقاومت بین سیمها می‌توان این دو نوع موتور را از هم تشخیص داد. اگر دو سیمی که اندازه‌گیری می‌نمایید مربوط به دو کویل مجزا باشند مقاومت بینهایت دیده می‌شود.
مانند سایر موتورها، موتور پله‌ای نیز به توانی بیش از آنچه میکروکنترلرها تأمین می‌نمایند نیاز دارند بنابراین به یک منبع تغذیه مجزا نیازمندید. به صورت ایده‌آل بایستی ولتاژ اعلام شده توسط کارخانه سازنده را بدانید اما در صورت عدم اطلاع، یک منبع تغذیه DC متغیر را به دو سیم یک کویل اعمال نمایید، از ولتاژ حداقل 3V آغاز نمایید و به تدریج آن را افزایش دهید تا زمانیکه موتور بسختی به نظر می‌رسد آماده حرکت است. بیش از آن ولتاژ اعمال ننمایید چون باعث آسیب به موتور می‌گردد. اساساً ولتاژ مورد نیاز موتورها 5V, 9V, 12V, 24V است و بالاتر از 24V بسیار نادر است.

## مدارهای درایور
عملکرد موتور پله‌ای به شدت به مدار درایور بستگی دارد. منحنی‌های گشتاور ممکن است تا سرعت‌های بیشتری افزایش یابند اگر بتوان قطب‌های استاتور را سریع‌تر معکوس کرد، عامل محدودکننده ظرفیت القاء مغناطیسی سیم پیچ است. برای غلبه بر القا مغناطیسی و تعویض سریع سیم پیچ‌ها، باید ولتاژ درایو را افزایش داد. این امر منجر به محدود شدن جریان عبوری در نتیجه افزایش ولتاژ می‌شود.
یک محدودیت اضافی که اغلب قابل مقایسه با اثرات القا مغناطیسی است، back-EMF موتور است. با چرخش روتور موتور، یک ولتاژ سینوسی متناسب با سرعت (نرخ گام) تولید می‌شود. این ولتاژ AC از شکل موج ولتاژ موجود برای ایجاد تغییر در جریان کم می‌شود.
مدارهای درایور L/R
مدارهای محرک L/R درایوهای ولتاژ ثابت نامیده می‌شوند زیرا یک ولتاژ مثبت یا منفی ثابت به هر سیم پیچ برای تنظیم موقعیت‌های پله اعمال می‌شود. با این حال، این جریان سیم پیچ است، نه ولتاژ که گشتاور را به محور استپر موتور اعمال می‌کند. جریان I در هر سیم پیچ به ولتاژ اعمال شده V توسط ظرفیت القا مغناطیسی سیم پیچ L و مقاومت سیم پیچ R مربوط می‌شود. مقاومت R حداکثر جریان را طبق قانون اهم I=V/R تعیین می‌کند. ظرفیت القا مغناطیسی L حداکثر نرخ تغییر جریان در سیم پیچ را طبق فرمول یک سلف dI/dt = V/L تعیین می‌کند.
با درایو L/R می‌توان یک موتور مقاومتی ولتاژ پایین با درایو ولتاژ بالاتر را به سادگی با افزودن یک مقاومت خارجی به صورت سری در هر سیم پیچ کنترل کرد. این باعث هدر رفتن توان در مقاومت‌ها و تولید گرما می‌شود؛ بنابراین گزینه ای کم کارکرد، هرچند ساده و ارزان در نظر گرفته می‌شود.
درایورهای مد ولتاژ مدرن با تقریب شکل موج ولتاژ سینوسی به فازهای موتور بر برخی از این محدودیت‌ها غلبه می‌کنند. دامنه شکل موج ولتاژ طوری تنظیم می‌شود که با نرخ گام افزایش یابد. اگر به درستی تنظیم شود، این امر اثرات القای مغناطیسی و back-EMF را جبران می‌کند و عملکرد مناسبی را نسبت به درایورهای حالت فعلی ممکن می‌سازد.
مدارهای درایو چاپر
مدارهای درایو چاپر به عنوان درایوهای جریان کنترل شده شناخته می‌شوند زیرا به جای اعمال ولتاژ ثابت، جریان کنترل شده‌ای را در هر سیم پیچ تولید می‌کنند. مدارهای درایو چاپر اغلب با موتورهای دوقطبی دو سیم پیچ استفاده می‌شوند، دو سیم پیچ به‌طور مستقل به حرکت در می‌آیند تا یک گشتاور موتور خاص CW یا CCW را فراهم کنند. در هر سیم پیچ، یک ولتاژ «تامین» به سیم پیچ به عنوان ولتاژ موج مربع اعمال می‌شود. اغلب ولتاژهای تغذیه دوقطبی (+ و -) نسبت به برگشت سیم پیچ به کنترل‌کننده عرضه می‌شود؛ بنابراین ۵۰٪ چرخه کاری منجر به جریان صفر می‌شود. ۰٪ منجر به جریان V/R کامل در یک جهت می‌شود. ۱۰۰٪ منجر به جریان کامل در جهت مخالف می‌شود. این سطح جریان توسط کنترلر با اندازه‌گیری ولتاژ در یک مقاومت حسی کوچک به صورت سری با سیم پیچ کنترل می‌شود. این به قطعات الکترونیکی اضافی نیاز دارد تا جریان‌های سیم پیچ را حس کند و سوئیچینگ را کنترل کند، اما به موتورهای پله ای اجازه می‌دهد تا با گشتاور بالاتر در سرعت‌های بالاتر نسبت به درایوهای L/R حرکت کنند. همچنین به کنترلر اجازه می‌دهد تا سطوح جریان از پیش تعیین شده را به جای ثابت خروجی دهد.

## مقایسه با موتورهای سنتی
در جدول زیر موتور پله‌ای با موتورهای سنتی به‌طور کلی مقایسه شده‌است:
| موتور پله‌ای              | موتور سنتی    |
| ------------------------ | ------------- |
| چرخش گسسته با زاویه معین | چرخش پیوسته   |
| بدون نیاز به فیدبک       | نیاز به فیدبک |
| دیجیتال                  | آنالوگ        |

## مزایا و معایب

### مزایا
1. کنترل دیجیتالی ساده
2. فاقد خطای تجمعی
3. توقف ناگهانی بدون آسیب
4. بدون جاروبک
5. بدون نیاز به فیدبک
6. پایدار
7. ساختمان مکانیکی ساده
8. راه‌اندازی ساده و ارزان

### معایب
1. توان خروجی محدود
2. دوران با پله ثابت
3. قادر به تغذیه بار با اینرسی زیاد نیست.
4. پرش و نوسان زیاد
5. راندمان کم

## انواع موتور پله‌ای
- موتور پله‌ای الکترومکانیکی
- موتور پله‌ای الکترومغناطیسی
- موتور پله‌ای هیدرولیکی

موتور پله‌ای الکترومغناطیسی کاربرد بیشتری دارد.